# Acacia demissa
Acacia demissa — вид квіткових рослин з родини бобових. Ареал: Австралія (Західна Австралія).

## Біоморфологічна характеристика
Росте у вигляді куща або невеликого дерева, досягає 1,5–4 метрів заввишки. Він тісно пов'язаний з A. quadrimarginea, з яким він може схрещуватися.